# Брюммен
Брюммен (нидерл. Brummen) — город и община в провинции Гелдерланд (Нидерланды).

## Состав
В общину Брюммен входят следующие населённые пункты:
- Брук
- Брюммен
- Кортенувер
- Эрбек
- Эмпе
- Халл
- Лёвенхейм
- Укен
- Тонден
- Ворстонден